# Пикард, Перси Чарльз
Перси Чарльз «Пик» Пикард DSO DFC (англ. Percy Charles "Pick" Pickard; 16 мая 1915 — 18 февраля 1944) — капитан группы королевских ВВС Великобритании времён Второй мировой войны. Публике известен благодаря своей роли в военном пропагандистском фильме «Ночная мишень», где сыграл роль пилота бомбардировщика «F for Freddie» типа Vickers Wellington из 149-й эскадрильи. Погиб при исполнении обязанностей во время операции «Иерихон».

## Происхождение
Пикард родился в Хэндсуорте, около Шеффилда. Учился во Фрэмлингхэмском колледже. Его сестра, Хелена Пикард, была замужем за известным актёром сэром Седриком Хардвиком.

## Служба
В январе 1937 года Пикард прошёл краткосрочную службу в королевских ВВС, в ноябре заступил на постоянную службу. Он входил в состав бомбардировочной эскадрильи, в 1938 году был назначен личным помощником командира учебной группы на авиабазе Кронуэлл.
В годы Второй мировой войны Пикард участвовал в воздушных боях в Норвегии, Франции, а также во время эвакуации войск из Дюнкерка. В июле 1940 года лейтенант бомбардировочной эскадрильи Пикард был награждён крестом «За выдающиеся лётные заслуги». В марте 1941 года роизведён в лидеры эскадрильи 311-й чехословацкой эскадрильи и награждён орденом «За выдающиеся заслуги». В мае 1942 года, будучи командиром крыла 51-й эскадрильи, награждён планкой к ордену «За выдающиеся заслуги» в знак признания его лидерства в операции «Байтинг» (рейд на Бруневаль), состоявшейся 27 февраля 1942 года. Вторую планку к ордену он получил в марте 1943 года на авиабазе Темпсфорд в должности командира 161-й эскадрильи, который участвовал в операциях в помощь Управлению специальных операций, за «выдающиеся лидерские способности и хорошие боевые качества» (англ. outstanding leadership ability and fine fighting qualities). Таким образом, Пикард стал первым офицером британских ВВС, награждёным орденом «За выдающиеся заслуги» с двумя планками.

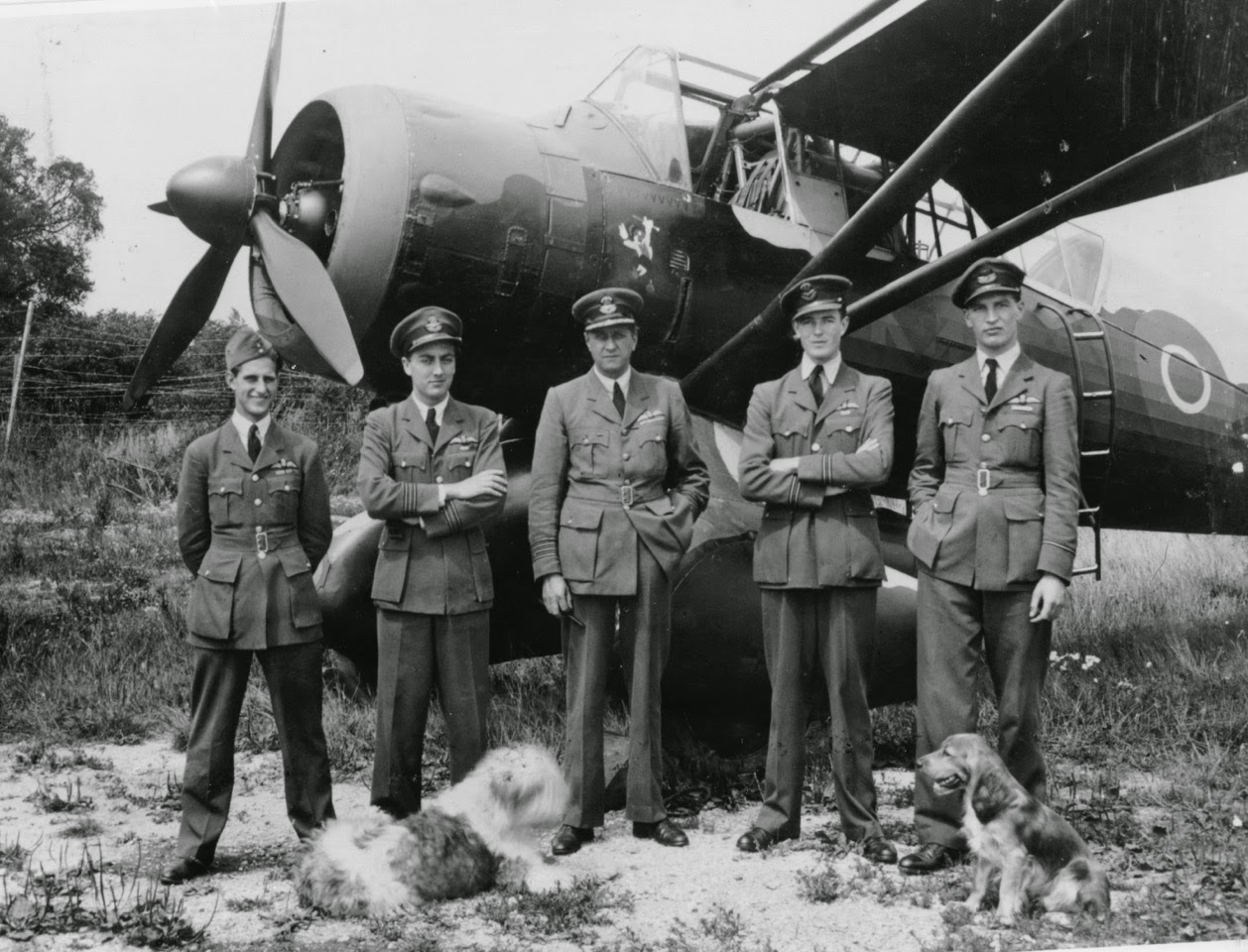
Джим Маккейрнс, Хью Верити, Перси Пикард, Питер Воэн-Фоулер, Банни Рюмиллс перед самолётом Westland Lysander, 1943 год

Некоторое время Пикард был командиром станции на авиабазе Скалторп. В октябре 1943 года ему передали под командование 140-е бомбардировочное крыло из 2-х тактических воздушных сил маршала Бэзила Эмбри, в состав которого вошли три эскадрильи бомбардировщиков De Havilland Mosquito.
В феврале 1944 года Пикард возглавил авианалёт на тюрьму в Амьене в рамках операции «Иерихон» по просьбе французского Сопротивления, которые пытались таким образом спасти своих соратников, заточённых в тюрьме и приговорённых к смерти. Лидеры Сопротивления говорили, что их друзья предпочтут погибнуть от британских бомб, чем от немецких пуль. Хотя операция прошла успешно, Перси Пикард и его штурман, лейтенант Джон Алан «Билл» Бродли, погибли. Их бомбардировщик De Havilland Mosquito под номером HX922/«EG-F» был сбит истребителем FW-190, которым управлял фельдфебель Майер из Jagdgeschwader 26. До сентября 1944 года они числились пропавшими без вести, пока не был установлен факт гибели Пикарда и Бродли.

## Память
Пикард был похоронен на кладбище Святого Петра около Амьена. На момент своей кончины Пикард был в браке. Французское правительство безуспешно хлопотало о присвоении Пикарду креста Виктории посмертно.